# 小行星27917
小行星27917（27917 Edoardo）是一颗绕太阳运转的小行星，为主小行星带小行星。该小行星于1996年11月6日发现。

## 轨道参数
小行星27917的轨道半长轴为3.1001006 UA，离心率为0.231。